# 安藤伊三郎
安藤 伊三郎（あんどう いさぶろう、1882年〈明治15年〉4月29日 - 没年不明）は、大日本帝国陸軍軍人。最終階級は陸軍少将。

## 経歴・人物
愛知県出身。1902年（明治35年）陸軍士官学校第14期卒業。
1926年（大正15年）7月に陸軍工科学校教授部長、1928年（昭和3年）3月に陸軍砲兵大佐・陸軍技術本部部員を経て、1932年（昭和7年）12月に陸軍少将に進級と同時に予備役に編入した。